# 가와이촌 (미에현 이치시군)
가와이촌(川合村)은 미에현 이치시군에 설치되었던 촌이다. 현재의 쓰시에 해당한다.